# Hedycarya perbracteolata
Hedycarya perbracteolata är en tvåhjärtbladig växtart som beskrevs av J. Jérémie. Hedycarya perbracteolata ingår i släktet Hedycarya och familjen Monimiaceae. Inga underarter finns listade i Catalogue of Life.